# Patria (1911)
Patria – kanonierka i okręt szkolny marynarki wojennej Kuby z pierwszej połowy XX wieku. Pojedyncza jednostka zbudowana w 1911 roku w USA. Służyła podczas obu wojen światowych, wycofana ze służby w 1955 roku.
Wyporność okrętu wynosiła 1200 ton, napędzały go maszyny parowe o mocy łącznej 4000 hp, pozwalające na osiąganie prędkości 16 węzłów. Uzbrojenie stanowiły dwa działa kalibru 57 mm, a następnie 76 mm, oraz lżejsza artyleria.

## Historia
Podstawowymi jednostkami Marynarki Wojennej Kuby, utworzonej w 1909 roku, stały się kanonierki, z których pierwszą była 500-tonowa „Baire” zbudowana w 1906 roku w Gdańsku. W 1910 roku uchwalono pierwszy program rozbudowy marynarki, w wykonaniu którego zamówiono za granicą dwie duże i dwie małe kanonierki, przez co kubańska marynarka stała się jedną z najsilniejszych w Ameryce Środkowej. Drugim co do wielkości okrętem kubańskim, po kanonierce „Cuba”, stała się wówczas „Patria”. Od początku była ona przewidziana do pełnienia roli okrętu szkolnego marynarki kubańskiej. W literaturze najczęściej klasyfikowana jest jako kanonierka.

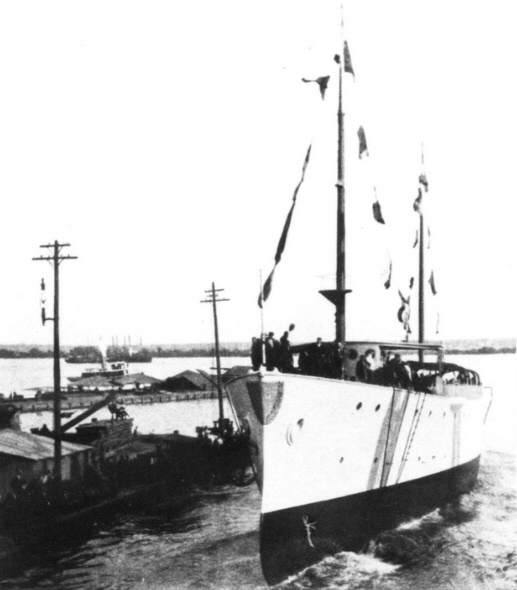
Wodowanie „Patrii”

Budowę okrętu zamówiono w amerykańskiej stoczni William Cramp & Sons Ship & Engine Building Company w Filadelfii. Konstrukcyjnie był on wzorowany na kanonierkach typu Machias budowanych dla marynarki amerykańskiej w latach 90. XIX wieku. Znana jest bliżej jedynie data uroczystego wodowania okrętu 10 października 1911 roku, razem z kanonierką „Cuba” budowaną w tej samej stoczni, w dzień niepodległości Kuby. Okręt otrzymał wówczas imię „Patria” (hiszp. „ojczyzna”). Matką chrzestną okrętu została córka prezydenta Kuby José Gómeza Narcisa Gómez. Po wyposażeniu, próby morskie miały się odbyć wiosną 1912 roku. Koszt budowy wynosił 238 tysięcy dolarów.

## Opis konstrukcji

### Architektura i kadłub

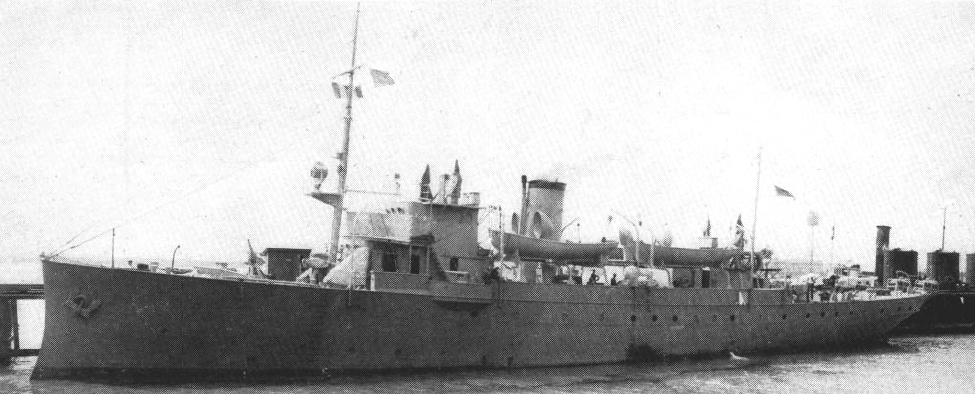
„Patria” po modernizacji, lata 30/40 XX w.

Okręt miał gładkopokładowy kadłub z taranową dziobnicą i silnie nawisającą krążowniczą rufą. Kadłub był konstrukcji stalowej. Początkowo okręt miał dwa cienkie pochylone kominy i dwa pochyłe maszty. Nadbudówka dziobowa z mostkiem była niewielka, umieszczona za masztem dziobowym. W latach 1936–1937 okręt został zmodernizowany i otrzymał pojedynczy szerszy komin, a nadbudówka dziobowa została powiększona.
Konstrukcyjna wyporność normalna wynosiła 1200 ts (ton angielskich), przy zanurzeniu 3,65 m. Długość między pionami wynosiła 56,4 m. Spotykana jest w publikacjach długość między pionami 61 m (być może dotyczy długości całkowitej). Szerokość wynosiła 10,4 m, a średnie zanurzenie normalne 3,65 m.
Załoga liczyła według niektórych źródeł 115 osób. Przewidywano pomieszczenia dla 20 szkolonych midszypmenów i 10 kadetów obsługi maszyn.

### Uzbrojenie i wyposażenie
Uzbrojenie pierwotnie stanowiły według projektu dwie armaty szybkostrzelne kalibru 57 mm (6-funtowe), cztery kalibru 47 mm (3-funtowe) i cztery kalibru 37 mm (1-funtowe). Wszystkie działa były typowe amerykańskie. Dwie armaty największego kalibru umieszczone były w pojedynczych stanowiskach na pokładzie dziobowym i rufowym, a działa mniejszych kalibrów na pokładzie na burtach, w tym działa 47 mm na sponsonach blisko dziobu i rufy, dysponując szerokim kątem ostrzału, a działa 37 mm na śródokręciu. Uzbrojenie uzupełniały początkowo dwa karabiny maszynowe kalibru 7 mm, które mogły być używane także na lądzie przez oddział desantowy.
W 1917 roku okręt został zmodernizowany w USA, ze wzmocnieniem uzbrojenia. Informacje dotyczące zmian uzbrojenia są jednak rozbieżne. Współczesne almanachy flot wskazywały uzbrojenie w dwa działa kalibru 76 mm już podczas I wojny światowej, a na początku II wojny światowej wymieniały dwa działa kalibru 76 mm, cztery kalibru 57 mm i cztery kalibru 47 mm. Inne informacje wskazują, że w 1917 roku zamieniono cztery działa 37 mm na dwa dalsze kalibru 57 mm (zwiększając ich liczbę do czterech), a dopiero w 1942 roku dodano trzy armaty kalibru 76 mm. Po zmianach od 1942 roku uzbrojenie stanowiły dwa działa kalibru 76 mm L/50  (Mk 3/5/6) i jedno działo uniwersalne kalibru 76 mm L/52 (Mk 10). Co do artylerii pomocniczej w tym okresie informacje są również sprzeczne: cztery dotychczasowe działa kalibru 57 mm i cztery 47 mm lub tylko cztery działa kalibru 47 mm i trzy karabiny maszynowe.
Podczas II wojny światowej okręt otrzymał amerykańskie uzbrojenie przeciwpodwodne (zrzutnie bomb głębinowych, albo także ich miotacze), zdjęte po wojnie.
W skład wyposażenia od początku wchodziła radiostacja. Okręt miał oświetlenie elektryczne i reflektory.

### Napęd
Okręt napędzały dwie maszyny parowe potrójnego rozprężania, o średnicy cylindrów 33 cm, 56 cm i 91 cm i skoku tłoka 61 cm. Łączna moc wynosiła 4000 hp. Parę dostarczały pierwotnie dwa kotły wodnorurkowe Mosher opalane węglem, o powierzchni rusztów ok. 9,3 m² i powierzchni ogrzewalnej ok. 557 m². Część publikacji podaje kotły Babcock (być może zainstalowane po modernizacji). Kotły umieszczone były we wspólnym przedziale, wyposażonym w dmuchawę dla ciągu wymuszonego. Siłownia pozwalała na osiąganie prędkości projektowej 16 węzłów. Zapas węgla wynosił 150 ton. W latach 1936–1937 dokonano modernizacji siłowni, instalując nowe kotły opalane paliwem płynnym. Prędkość okrętu według części publikacji dotyczących okresu II wojny światowej zmalała później do 11 węzłów.

## Służba
W kwietniu 1917 roku Kuba przystąpiła do I wojny światowej po stronie państw Ententy i jej marynarka wraz z amerykańską patrolowała wokół Karaibów, bez starć z wrogiem. W 1917 roku „Patria” przeszła w tym celu niewielką modernizację w USA połączoną ze wzmocnieniem uzbrojenia.
W 1931 roku „Patria” została użyta do stłumienia próby powstania przeciw dyktatorowi Gerardo Machado podjętej przez emigrantów kubańskich, którzy przypłynęli statkiem i opanowali 17 sierpnia port i koszary w Gibara, ze wsparciem miejscowej ludności. Od rana 18 sierpnia okręt ostrzeliwał koszary, sam również został ostrzelany przez baterię przeciwlotniczą. 19 sierpnia miasto zostało zdobyte przez wojska rządowe. Głównie na skutek ostrzału ze strony „Patrii” i ataków lotnictwa zginęło dziewięć osób spośród powstańców lub ludności miasta, a kilkadziesiąt zostało rannych. 
W trakcie II wojny światowej, Kuba również w grudniu 1941 roku wypowiedziała wojnę państwom Osi. „Patria” została wówczas wyremontowana i doposażona w Galvestonie w USA, otrzymując uzbrojenie w bomby głębinowe. Marynarka kubańska wraz z amerykańską pełniła podczas wojny zadania eskortowe i patrolowe na Karaibach.
Okręt po II wojnie światowej używany był nadal jako szkolny. Został wycofany ze służby w 1955 roku.